# Anopheles pinjaurensis
Anopheles pinjaurensis este o specie de țânțari din genul Anopheles, descrisă de Philip James Barraud în anul 1932. Conform Catalogue of Life specia Anopheles pinjaurensis nu are subspecii cunoscute.